# Rocher du Cerf
Le rocher du Cerf est un sommet culminant à 1 447 mètres d'altitude dans les monts du Cantal et dans la vallée de l'Alagnon (commune de Laveissière).

## Géographie
Le rocher du Cerf se situe dans la partie orientale du stratovolcan du Cantal.
Du haut de ses 1 447 mètres d'altitude, il domine :
- à l'ouest : la station du Lioran ;
- au nord : le village du Lioran et la gare du Lioran ;
- à l'est : le vallon de Gouyère.

## Accès
- Par le PR Vert : partant du lotissement du Rocher du Cerf (station du Lioran) et rejoignant le Plomb du Cantal via le rocher du Cerf et le puy du Rocher.